# Prvenstvo Hrvatske u nogometu za pionire 1999./2000.
Pionirski prvaci Hrvatske u nogometu za sezonu 1999./2000. su bili nogometaši Rijeke.

## Prvi rang
Prvo je igrano po regijama HNS-a, a potom završnica u koju su se plasirali prvaci regija jednokružnim liga-sustavom.

### Završnica
Igrano od 15. do 18. lipnja 2000. u Poreču
Konačni poredak:
1. Rijeka
2. Dinamo Zagreb
3. Hajduk Split
4. Varteks Varaždin
5. Cibalia Vinkovci